# Cornusphaera
Cornusphaera es un género de foraminífero bentónico considerado un sinónimo posterior de Edithaella de la subfamilia Edithaellinae, de la familia Polymorphinidae, de la superfamilia Polymorphinoidea, del suborden Lagenina y del orden Lagenida. Su especie-tipo era Cornusphaera grandis. Su rango cronoestratigráfico abarcaba el Albiense medio (Cretácico inferior).

## Discusión
Clasificaciones previas incluían Cornusphaera en la superfamilia Nodosarioidea.

## Clasificación
Cornusphaera incluye a la siguiente especie:
- Cornusphaera grandis †